# Otakar Hořínek

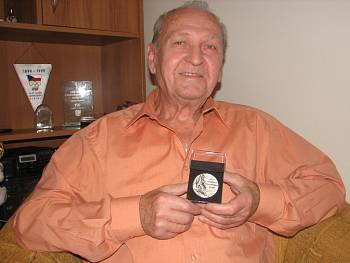
Otakar Hořínek

Otakar Hořínek, född 12 maj 1929 i Prostějov, död 8 juni 2015 i Prostějov, var en tjeckoslovakisk sportskytt.
Han blev olympisk silvermedaljör i gevär vid sommarspelen 1956 i Melbourne.